# Allan McDonald
Allan McDonald (1929 o 1930 – Sydney, 26 maggio 1974) è stato un giocatore di snooker australiano.